# Тит
Вижте пояснителната страница за други личности с името Тит.
Тит Флавий Веспасиан (на латински: Titus Flavius Caesar Vespasianus Augustus) е император на Римската империя от 79 до 81 година.
Тит е вторият представител на Флавиевата династия. Той е първият римски император, който наследява властта от баща си. Тит се стреми към популярност и добри отношения както със Сената, така и с народа на Рим. През краткото си управление се прославя със своята щедрост и добронамереност. Въпреки първоначалната му лоша слава, дължаща се на неговата жестокост като пълководец и преториански префект, Тит печели популярност, докато е на трона, а след смъртта си бива обожествен и възхваляван като един от най-благородните и добродетелни императори.

## Биография
Роден е на 30 декември 39 година. Тит е най-възрастният син на император Веспасиан и Домицила Старша. Възпитанието си получава в двора на Цезарите и е близък приятел с Британик, син на император Клавдий. Според Светоний, Тит се отличава не само с воински умения, но и владеел ораторско майсторство, гръцки език, музика, поезия. Заема длъжността квестор. Служи в римската армия като военен трибун в провинциите Германия и Британия.

### Управление като цезар
Тит участва в потушаването на бунтовете в Юдея заедно с баща си Веспасиан. Когато Веспасиан е издигнат за император през 69 г., Тит става негов префект, пръв помощник и съуправител с титлата цезар. Като такъв той ръководи окончателното смазване на въстанието в Юдея (66 – 70) и превземането на Йерусалим. Под командването на Тит римляните разрушават храма на юдеите в Йерусалим. За да ознаменуват края на гражданската война и победата в Юдея, през 71 г. Веспасиан и Тит празнуват грандиозен триумф в Рим, където в чест на победата е издигната величествената Арка на Тит, близо до Форума.
През управлението на баща му, Тит споделя с него повечето правомощия, включително трибунска и консулска власт. Веспасиан назначава първородния си син едновременно за цезар и преториански префект. Докато е на този пост Тит прилага безмилостни репресии спрямо противниците на режима. Това, заедно с интереса му към разкоша и забавленията, води до всеобщо неодобрение към наследяването на принципата от Тит. Мнозина виждат в него втори Нерон.

### Управление като август
След смъртта на Веспасиан на 23 юни 79 г., Тит поема императорските правомощия, заедно с по-младия си брат Домициан като цезар и наследник. За да спечели популярност неговото поведение изведнъж се променя и, докато е на власт, Тит не издава нито една смъртна присъда. Начело на империята, той отбелязва същите позитивни начинания като баща си, макар и по-предпазливо, а неговият принципат остава в историята като един кратък, но обещаващ период.
В чест на династията започва да се изгражда Храм на Веспасиан и Тит, довършен при Домициан. През 80 г. Тит завършва строежа на Колизеума („Амфитеатър на Флавиите“) – грандиозната арена за представяне на зрелища, започната от по времето на Веспасиан. Проектирана да побира над 55 хил. зрители, сградата представлява едно от най-забележителните архитектурни постижения на Античността. Тържествата и представленията по случай откриването на Колизея продължават 100 дни, съпроводени от щедри раздавания за народа. Също по това време и по този повод са открити построените в непосредствена близост Терми на Тит.
Друго известно събитие, случило се през управлението на Тит, е изригването на вулкана Везувий (24 август 79 г.), който залива с лава градовете Помпей и Херкулан. Към бедствията през краткото му управление се добавят големият пожар в Рим продължил три дни (80 г.), както и разразилата се епидемия, вероятно от антракс.
През принципата на Тит липсват амбициозни военни начинания. Римските легиони, водени от Агрикола, предприемат настъпление в северния край на Британия където воюват срещу пиктите. В Мала Азия избухва и е потушено въстанието на Псевдо-Нерон. През 80 г. за пръв път човек, роден извън Италия, става консул – факт ознаменуващ нарастващото политическо значение на провинциите.
На 13 септември 81 г. Тит умира мистериозно и неочаквано, вероятно може би от треска. Това предизвиква всеобща скръб сред народа на Рим. Според Светоний „смъртта му е по-голяма загуба за другите, отколкото за него самия“. Също както Веспасиан, Тит е обожествен по решение на Сената. Веднага след това е наследен от брат си Домициан.

## Галерия
- Статуя на Тит като пълководец
- Арката на Тит
- Превземането на Йерусалим, детайл от релефите върху Арката на Тит
- Разкопки в затрупания от лава град Помпей (т.н. „Градина на бегълците“)